# مقاطعة نفارة

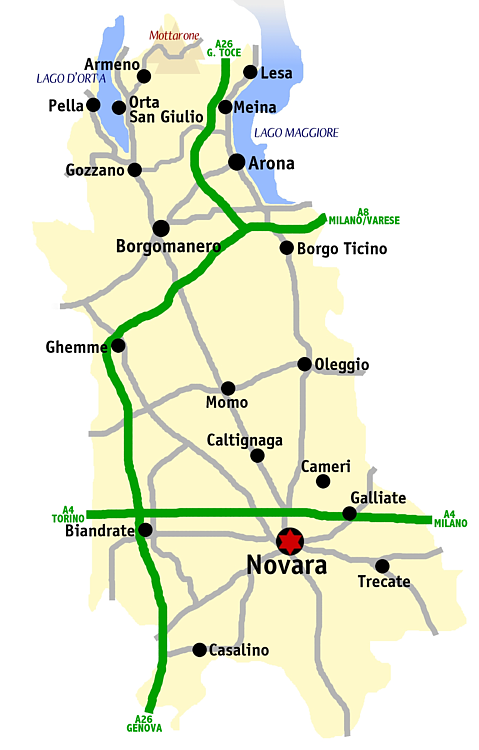
خريطة مقاطعة نُفارة

مقاطعة نُفارة أو نُفارا أو (نقحرة: نوفارا) (بالإيطالية: Provincia di Novara)، مقاطعة بشمال إيطاليا في إقليم بيمُنتة، عاصمتها مدينة نُفارة سكانها 357.246 نسمة ومساحتها 1339 كيلومتر مربع ويوجد بها 88 مدينة وبلدة، يحدها شمالا مقاطعة فربانو كوزيو أوسولا، ومن الغرب مقاطعة بييلا ومقاطعة فرشيلي، ومن الجنوب إقليم لومباديا (عند مقاطعة بابية) ومن الشرق إقليم لُمبَردية عند مقاطعة ميلانو.
- أهم المدن بعد العاصمة نُفارة مدينة بورغومانيرو Borgomanero ذات 20.597 ساكن.